# 科巴機場
科巴機場（英語：Cobar Airport）是一間位於澳大利亞新南威爾斯州科巴的機場，其主要民航業務為澳大利亞國內線城際航班。

## 航空公司與目的地
| 航空公司       | 目的地 |
| -------------- | ------ |
| 布林達貝拉航空 | 雪梨   |